# Korkatti
Korkatti eller Korkattijärvi är en sjö i Finland. Den ligger i kommunen Haapavesi i landskapet Norra Österbotten, i den centrala delen av landet, 400 km norr om huvudstaden Helsingfors. Korkatti ligger 127,8 meter över havet. I omgivningarna runt Korkatti växer i huvudsak blandskog. Arean är 1,38 kvadratkilometer och strandlinjen är 4,99 kilometer lång. Sjön  ingår i Pyhäjoki älvs huvudavrinningsområde. 